# Ascogaster oriens
Ascogaster oriens är en stekelart som först beskrevs av Shaw 1983.  Ascogaster oriens ingår i släktet Ascogaster och familjen bracksteklar. Inga underarter finns listade.